# Pietro Riario
Pietro Riario, O.F.M.Conv. (1445 - 3 de janeiro de 1474) foi um cardeal italiano e diplomata papal.
Foi um humanista conhecido por seu patrocínio da literatura e das artes, bem como por seus enormes banquetes e seu comportamento de luxo. Ele tinha um grande palácio que começou em Roma, perto da Igreja de Santi Apostoli (que foi concluída por seu primo Giuliano della Rovere, papa como Júlio II).

## Biografia
Nascido em Savona, era filho de Paolo Riario e da irmã do Papa Sisto IV, Bianca Della Rovere. Sisto o nomeou em 1471 bispo de Treviso e cardeal, e, em 1473, arcebispo de Florença.  Ele foi encarregado com a política externa de Sisto. Para reforçar a aliança entre Roma e Milão, seu irmão Girolamo Riario casou-se com a filha de Galeazzo Maria Sforza, duque de Milão (Catarina Sforza).
Tendo ingressado na Ordem dos Frades Menores Conventuais em Savona como membro da província da Ligúria, Pietro completou sua educação nos mais prestigiosos centros de estudos italianos: em Pavia, Pádua e Vicenza, onde seu tio Francesco, também frade menor, havia estudado e ensinado trinta anos antes em Bolonha, Siena e Ferrara; eleito provincial da Ligúria, lecionou teologia nos estudos conventuais de Veneza e Pádua. Quando Francesco della Rovere foi nomeado cardeal de San Pietro in Vincoli em setembro de 1467, Riario o seguiu para Roma na função de secretário.
O momento decisivo na carreira pública de Pietro foi certamente o conclave de agosto de 1471, convocado para eleger o sucessor de Paulo II. Naquela assembleia, Pietro desempenhou um papel muito ativo em levar o consenso dos dezoito cardeais presentes ao seu tio, cuja candidatura foi fortemente apoiada pelo Duque de Milão. As suas conspirações, provavelmente simoníacas, mostraram-se eficazes e após oito dias de conclave Francesco della Rovere foi proclamado papa (9 de agosto de 1471).
Motivado pela gratidão e confiança do Papa Sisto IV, Pietro Riario embarcou em uma brilhante carreira eclesiástica. Em 14 de setembro do mesmo ano de 1471 foi bispo de Treviso e no dia 16 de dezembro seguinte, aos vinte e seis anos, assumiu o título de cardeal-presbítero de São Sisto. No mesmo consistório Giuliano della Rovere também se tornou cardeal. A partir daquele momento, os cargos se acumularam sobre ele, assim como as rendas anuais muito altas.
Os principais cargos do Cardeal Riario foram (quase todos encerrados em 1474, data de sua morte):
- Bispo de Treviso de 14 de setembro de 1471 a 28 de abril de 1473
- Cardeal presbítero do título de São Sisto de 16 de dezembro de 1471 a 3 de janeiro de 1474
- Bispo de Senigallia de 1471 a 1474, foi eleito quando ainda era sede plena com o bispo Cristoforo II
- Administrador Apostólico de Valence e Die desde 25 de setembro de 1472
- Patriarca titular de Constantinopla 23 de novembro de 1472 a 1474
- Arcebispo Metropolitano de Split 28 de abril de 1473 a 1474
- Administrador Apostólico de Sevilha de 25 de junho de 1473 a 1474
- Arcebispo Metropolitano de Florença de 20 de julho de 1473 a 1474
- Administrador Apostólico de Mende de 3 de novembro de 1473 a 1474
- Legado Apostólico de Perugia e Úmbria Dezembro de 1473 a 1474

Aos ofícios diocesanos foram acrescentadas numerosas sedes conventuais e monásticas, das quais Riario era titular. Em resumo, sua renda anual total poderia ser calculada em cerca de 60.000 ducados, o que, no entanto, se mostrou insuficiente, dada sua vida pública e privada muito custosa e sua grave desordem administrativa. Generoso com os homens de letras e artistas e dono de uma rica biblioteca, Pietro não era insensível às obras de caridade, às quais dedicava parte de seu considerável patrimônio. Além disso, as festas suntuosas que ele organizava permaneceram famosas na sociedade romana, particularmente durante o período do Carnaval, uma das primeiras da suntuosa era do Renascimento romano.
A tarefa política e diplomática mais significativa ligada ao cargo de legado papal foi a missão realizada em 1473 no norte da Itália e que visava fortalecer a aliança entre o Papa, o Duque de Milão e a República de Veneza. O resultado mais significativo da missão de Pietro, preparada pelas negociações iniciadas no ano anterior, foi a compra do senhorio de Ímola de Galeazzo Maria Sforza. Tendo obtido Ímola dos Manfredi, Sforza estava negociando sua venda para Lorenzo de' Medici por um preço de 100.000 florins. A operação foi altamente indesejada pelo Papa, que temia a interferência florentina na área da Romanha e, portanto, interveio nas negociações, induzindo Galeazzo Maria a ceder o senhorio de Ímola ao seu sobrinho Girolamo Riario . O acordo com Sforza foi assim concluído por Pietro em janeiro de 1473 e coroado pela promessa de casamento entre seu irmão Girolamo, então com trinta anos, e a filha natural de Galeazzo, Caterina Sforza , que na época tinha apenas dez anos. Graças a esses laços familiares, Girolamo Riario iniciou sua carreira política: já em 16 de fevereiro de 1473, uma bula papal o nomeou comandante geral das tropas papais e governador de Ímola. Enquanto isso, Pedro partiu para Veneza para completar sua missão.
Em junho de 1473, ele compareceu às cerimônias de recepção da princesa Leonor de Aragão, por trás das quais também se escondia a vontade política de demonstrar o poder do papado aos outros soberanos italianos, por meio da mais opulenta exibição de luxo e riqueza.
Em 1473, viajou para o norte da Itália para supervisionar a cessão de Ímola de Milão para a República de Florença. No seu regresso a Roma, Riario morreu repentinamente em sua casa. Suspeitou-se que ele tinha sido envenenado, embora uma indigestão fosse o mais provável.  Foi enterrado em Santi Apostoli, em um magnífico túmulo renascentista esculpido por Mino da Fiesole e Andrea Bregno . Seu papel como colaborador de Sisto foi herdado por seu primo Giuliano della Rovere.